# Chi Cóc lưỡi tròn
Chi Cóc lưỡi tròn (Discoglossus) là một chi cóc thuộc họ Cóc bà mụ. Các thành viên của chi này được tìm thấy ở Nam Âu, Tây Bắc châu Phi, Israel và có thể cả Syria.

## Hình ảnh

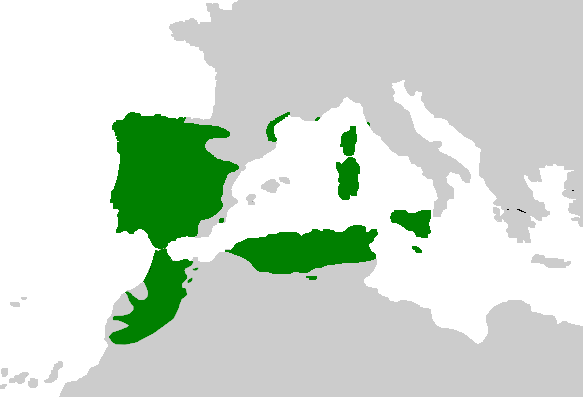
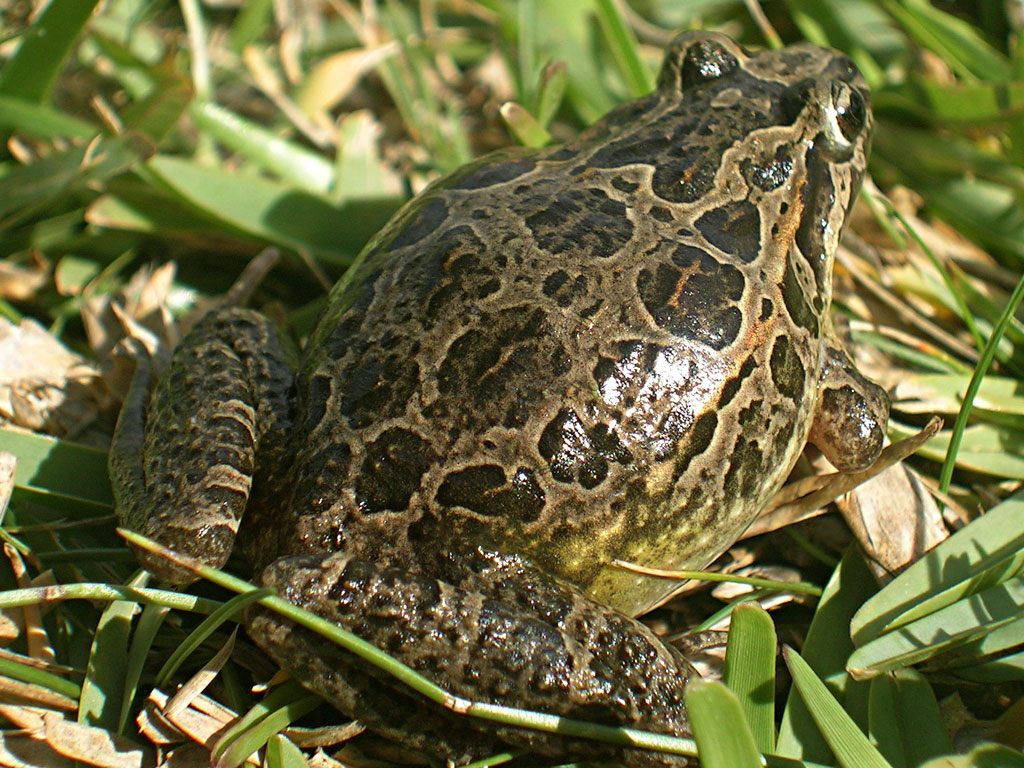
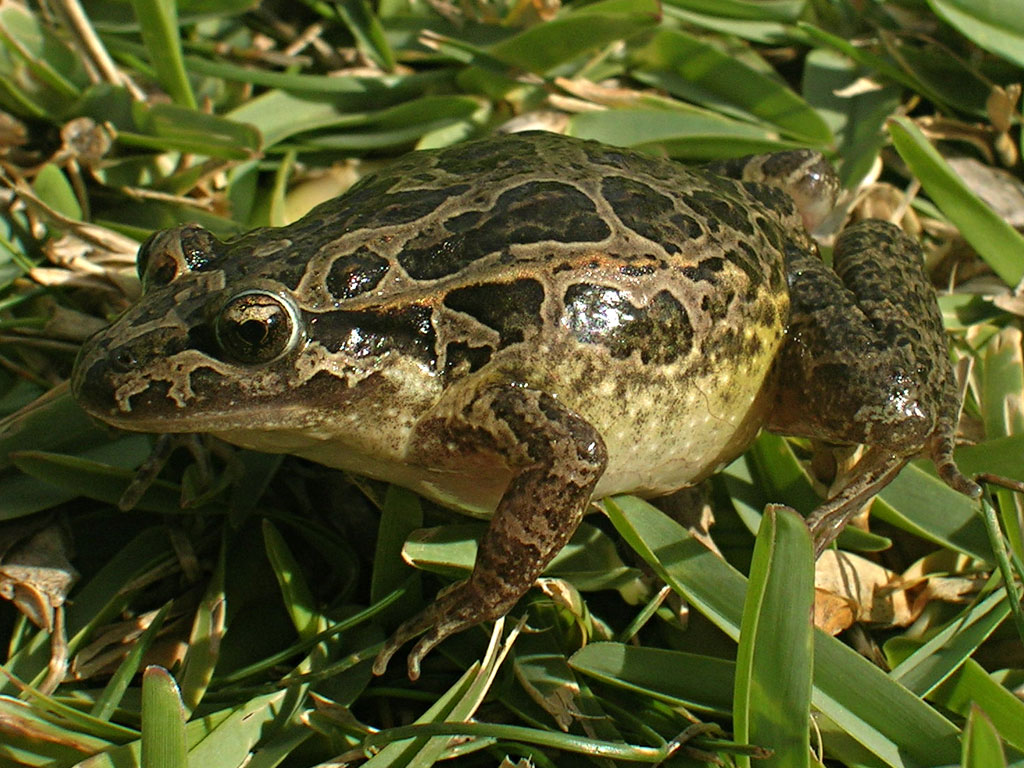
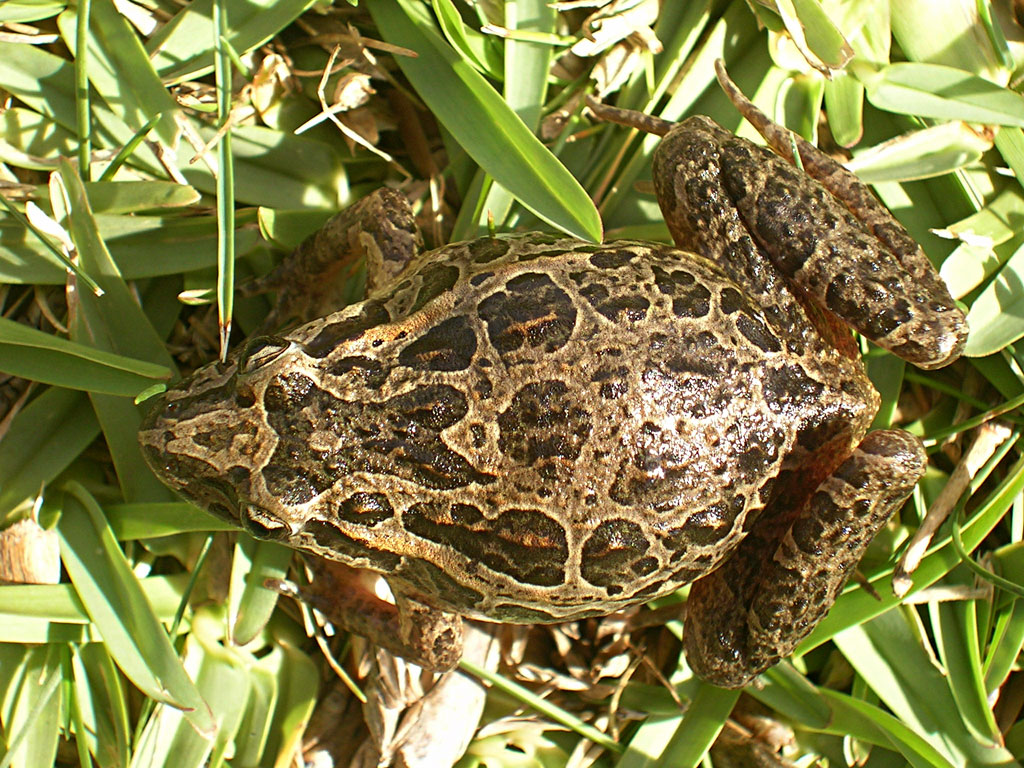

## Danh sách loài
| Binomial Name and Author                                              | Common Name                 |
| --------------------------------------------------------------------- | --------------------------- |
| Discoglossus galganoi Capula, Nascetti, Lanza, Bullini & Crespo, 1985 | Cóc lưỡi tròn Iberia        |
| Discoglossus jeanneae Busack, 1986                                    | Cóc lưỡi tròn Tây Ban Nha   |
| Discoglossus montalentii Lanza, Nascetti, Capula, and Bullini, 1984   | Cóc lưỡi tròn Corse         |
| Discoglossus nigriventer Mendelssohn & Steinitz, 1943                 | Cóc lưỡi tròn Israel        |
| Discoglossus pictus Otth, 1837                                        | Cóc lưỡi tròn Địa Trung Hải |
| Discoglossus sardus Tschudi In Otth, 1837                             | Cóc lưỡi tròn Tyrrhenia     |
| Discoglossus scovazzi Camerano, 1878                                  | Cóc lưỡi tròn Maroc         |